# بيتسبرغ برس
بيتسبرغ برس (بالإنجليزية: Pittsburgh Press)‏ نشرت الصحيفة ما بين 1884-1992، كانت صحيفة يومية كبيرة في بيتسبرغ، بنسلفانيا، الولايات المتحدة.